# Surdo

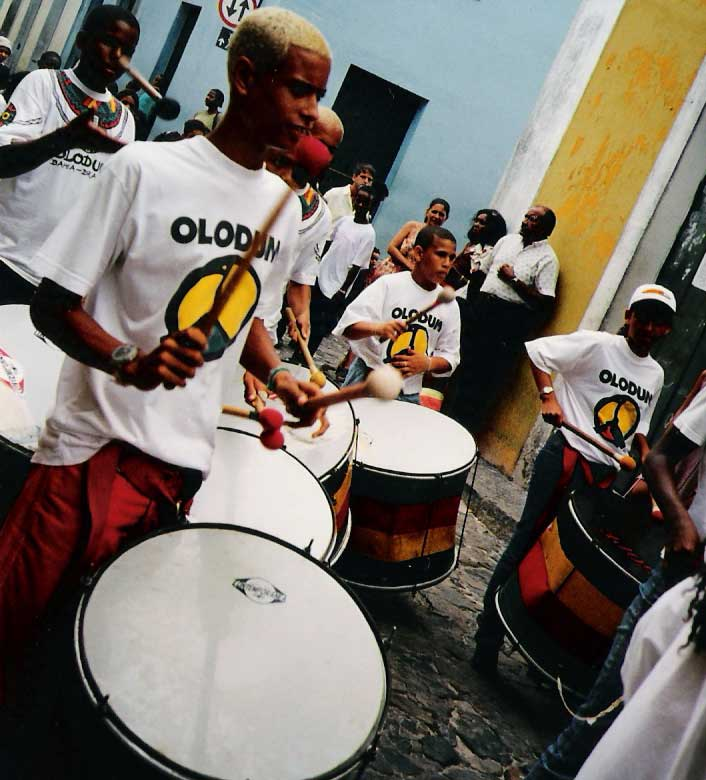
Músicos tocando surdos

El surdo es un tambor cilíndrico de grandes dimensiones y sonido profundamente grave. Está típicamente hecho de madera o metal y posee pieles en ambos lados. 
Este tipo de tambor bajo es tradicionalmente usado en escuelas de samba, teniendo cada escuela un promedio de 25 a 35 unidades en su batería. Su función principal en el samba es la marcación del tempo. Los surdos también pueden encontrarse en bandas militares y generalmente son utilizados para marcar el pulso binario de la marcha, en conjunto con el bombo y la caja.
El nombre surdo puede designar también al tom-tom más grave de una batería, o al floor tom, que generalmente queda apoyado sobre pies propios, al lado derecho del baterista diestro o al izquierdo del baterista zurdo.

## Construcción
El surdo posee un cuerpo cilíndrico hecho de madera o metal. Las pieles pueden ser hechas de cuero natural de cabra o buey, o incluso sintéticas (plástico). Son fijadas al cuerpo por anillos de acero galvanizado o aluminio. La tensión es realizada por tirantes de acero tensionados a través de tornillos y tuercas. El diámetro varía entre 40 cm y 75 cm. Los surdos de samba poseen una profundidad típica de 60 cm y los usados en samba-reggae son menos profundos (50 cm).

## Uso en la batucada
El surdo en la batucada es un instrumento que requiere gran esmero y marcaje del tempo. El surdo es importante en la batucada, ya que un solo pequeño fallo por parte suya desestabilizaría a todo el grupo.